# Rudolf Keydell
Max Rudolf Keydell (FBA) (Cracau nei pressi di Magdeburgo, 30 marzo 1887 – Berlino, 21 maggio 1982) è stato un filologo classico e bibliotecario tedesco.

## Biografia
Nacque da Carl Keydell (segretario alle ferrovie) e da sua moglie Minna Jungmann. Frequentò la scuola preparatoria a Magdeburgo e poi il Pedagogium Zum Kloster Unserer Lieben Frauen (lett. "scuola-pedagogio del Monastero di Nostra Signora"; oggi Domgymnasium Magdeburg, "liceo-ginnasio del Duomo di Magdeburgo"). Dopo la laurea (Pasqua 1905), Keydell studiò filologia classica all'Università di Bonn assieme a Franz Bücheler, August Brinkmann e Georg Loeschcke. Nell'autunno del 1906 si trasferì all'Università di Berlino, dove ebbe contatti e seguì da vicino, l'opera e l'influenza, di Eduard Norden, Johannes Vahlen e Ulrich von Wilamowitz-Moellendorff. Keydell ricevette il dottorato a Wilamowitz nel 1911 con la sua dissertazione Quæstiones metricæ de epicis Græcis recentioribus. Dopo aver superato l'esame di stato (1913), lavorò come volontario presso la Königlichen Bibliothek (Biblioteca Reale di Berlino). Dal 1915 al 1918 prese parte alla Prima Guerra Mondiale.
Dopo il suo ritorno dal fronte, Keydell fu nominato assistente bibliotecario presso quella che ora era la Biblioteca di Stato prussiana e due anni dopo fu promosso consigliere di biblioteca. Dopo la seconda guerra mondiale si trasferì a Berlino Ovest, dove rimase al servizio della Staatsbibliothek Preußischer Kulturbesitz ("Biblioteca Statale dei Beni Culturali della Prussia", sezione occidentale della Biblioteca Statale) fino al 1951. In pensione, Keydell continuò a lavorare prendendo la docenza e, dal 1961, come professore onorario di filologia classica presso la Libera Università di Berlino. Fu solo nel 1973, all'età di 85 anni, che abbandonò l'insegnamento.
Come ricercatore, Keydell si occupò dell'intera produzione letteraria greco-ellenistica. I suoi interessi maggiori vertevano sull'epica dell'ellenismo, del periodo imperiale e della tarda antichità. Oltre a numerosi saggi, voci enciclopediche e recensioni, realizzò varie edizioni critiche tra le quali: i Dionisiaci di Nonno (1959); e le Storie di Agazia (1967). Nel 1967, quando aveva ancora ottant'anni, si occupò della continuazione dell'opera omnia di Stefano Bizantino, iniziata da Felix Jacoby ed Ernst Grumach. Dopo la sua morte Margarethe Billerbeck ne assunse l'incarico, e il primo volume (uscito quindi postumo a Keydell) della direzione uscì nel 2006.
In riconoscimento dei suoi successi come ricercatore, l'Accademia britannica elesse Keydell socio corrispondente (Fellow of British Academy) nel 1973. In occasione del suo 90° compleanno, venne data alle stampe un'opera commemorativa in suo onore, che includeva contributi di Hartmut Erbse, Ernst Heitsch, Volkmar Schmidt, Rudolf Kassel, Winfried Bühler, Hans Gärtner, Hugh Lloyd-Jones, Martin Litchfield West, Hans-Georg Beck, Athanasios Kambylis e Werner Peek inclusi.

## Opere e pubblicazioni
Una selezione di opere pubblicate:
- Quaestiones metricae de epicis Graecis recentioribus, Berlino, 1911 (tesi).
- Eine neue Ausleihkartei, in Zentralblatt für Bibliothekswesen, vol. 49, 1932, pagg. 493–497.
- Nonni Panopolitani Dionysiaca, 2 voll., Lipsia, 1959.
- Agathiae Myrinaei Historiarum libri quinque, Berlino, 1967 (Corpus fontium historiae Byzantinae, collana/serie Berolinensis, n. 2).
- Werner Peek (a cura di), Kleine Schriften zur hellenistischen und spätgriechischen Dichtung (1911–1976), Lipsia, 1982.